# Fascellina plagiata
Fascellina plagiata là một loài bướm đêm trong họ Geometridae.